# پل لکرو

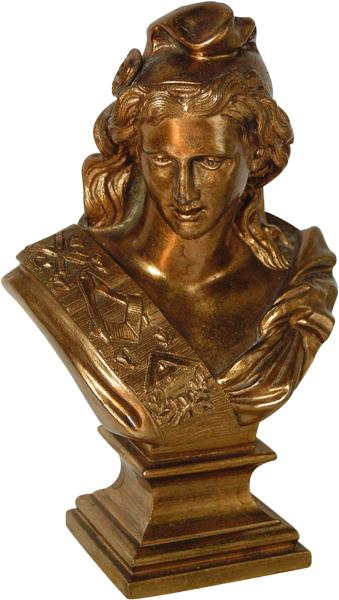
ژاک فرانس (۱۸۷۹), ماریان ماسونی (وابسته به فراماسون)

پل لکرو (فرانسوی: Paul Lecreux‎؛ ۱۸۲۶ میلادی – ۱۸۹۴ میلادی) یک مجسمه‌ساز اهل فرانسه بود که با نام ژاک فرانس (به فرانسوی: Jacques France) کار می‌کرده است. مجسمه‌ای نیم‌تنه، اثر وی در موزه‌ای در روان موجود است.